# Château de Rundale
Le château de Rundale (en letton : Rundāles pils, en allemand : Schloss Ruhenthal) est un château baroque, situé à Pilsrundāle dans le Rundāles novads, à 13 km de Bauska, en Lettonie. Le palais a été construit en deux temps, de 1736 à 1740 puis de 1764 à 1768.
En 2021, le château et le parc adjacent ont fait l'objet de propositions à l'inscription à la liste du patrimoine mondial de l'UNESCO par le Conseil national du patrimoine de Lettonie.

## Histoire
La construction du palais a commencé en 1736 et a duré quatre ans sous la direction de l'architecte rocaille italien Rastrelli, à qui l'on doit aussi d'autres monuments à Saint-Pétersbourg (dont le palais d'hiver) en Russie. Le premier propriétaire est Ernst Johann von Biron, élu duc de Courlande en 1737. À la mort (en octobre 1740) de l'impératrice de Russie, Anna Ivanovna dont il était le favori, le duc est arrêté (20 novembre 1740) et part en exil. La plus grande partie de l'intérieur est réalisée pendant les années 1765-1768, alors qu'il revient d'exil (janvier 1763) après l'intronisation de Catherine II. Ces travaux sont accomplis par Francesco Martini et Carlo Zucchi, architectes italiens à Saint-Pétersbourg tandis que la décoration est confiée à Johann Michael Graff et son équipe.
Lorsque le duché est annexé (1795) à l'Empire russe, le château passe au prince Zoubov, puis aux comtes Chouvalov (dont le fameux ambassadeur Pierre Chouvalov), jusqu'en 1920.
Pendant la Première Guerre mondiale l’armée impériale allemande installe un hôpital de campagne dans le château. Durant les troubles suivant la chute de l’empire russe les troupes de Bermondt-Avalov occupent Rundale et causent de sévères dégradations.
Après son indépendance, le nouvel État de Lettonie engage une réforme agraire et le château est confisqué et nationalisé. Il est transformé en école et en appartements malgré un état général pitoyable. En 1933, il est donné aux Musées de Lettonie qui le réhabilitent peu à peu. L'occupation soviétique va mettre un terme à cette phase en le transformant en grenier. Ce n'est qu'en 1972 que les autorités installent un musée et que les travaux de réhabilitation reprennent pour s'achever en mai 2014.

## Musée
L'édifice compte en tout 138 pièces et est entouré par un grand parc. Les intérieurs comportent différentes expositions témoignant de la vie au château ainsi que de très beaux exemples d'architecture baroque,.

## Galerie photos

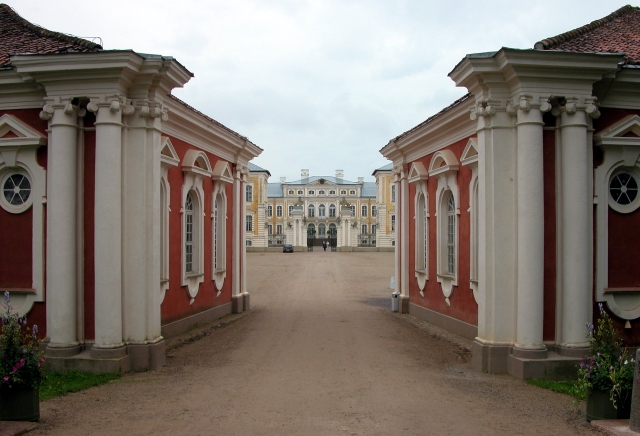
Porte d'entrée
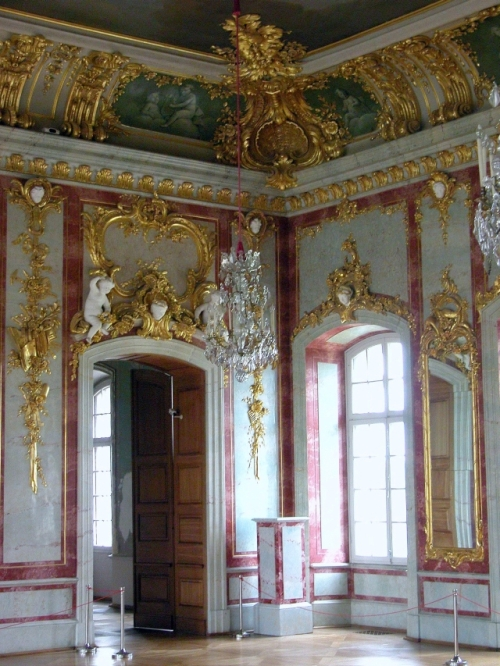
Vue intérieure
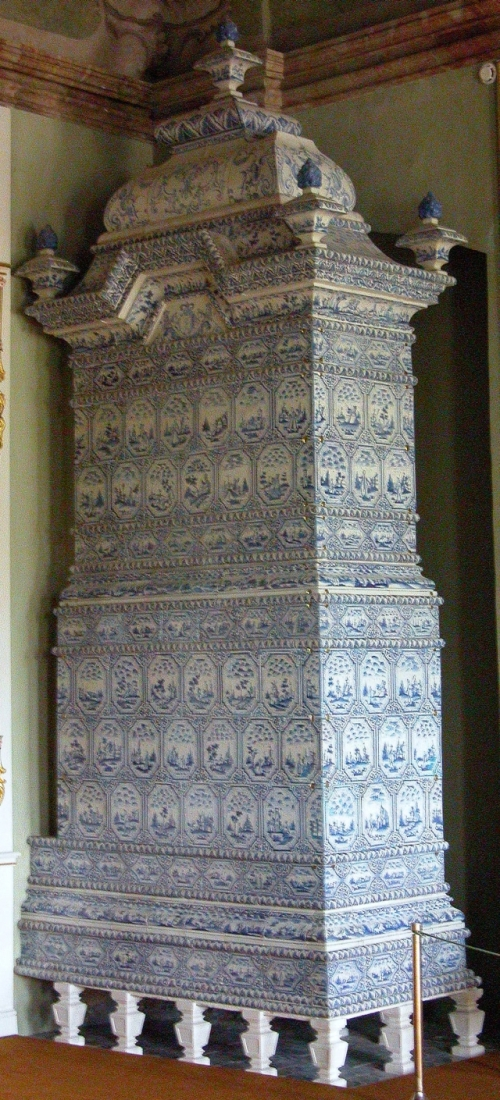
Poêle en faïence
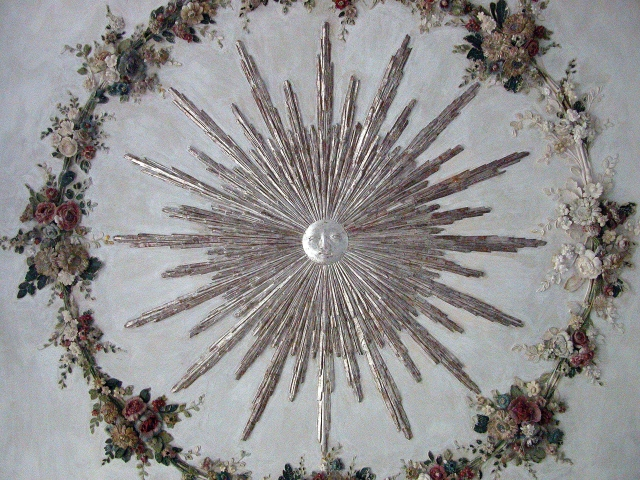
Symbole du soleil

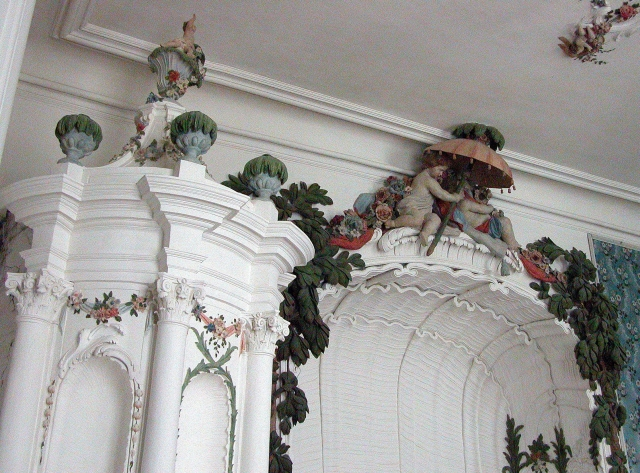
Ornementation en stuc
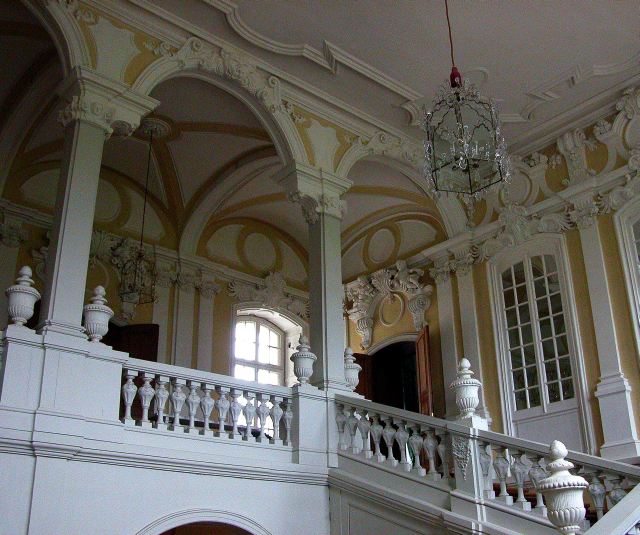
Cage d'escalier
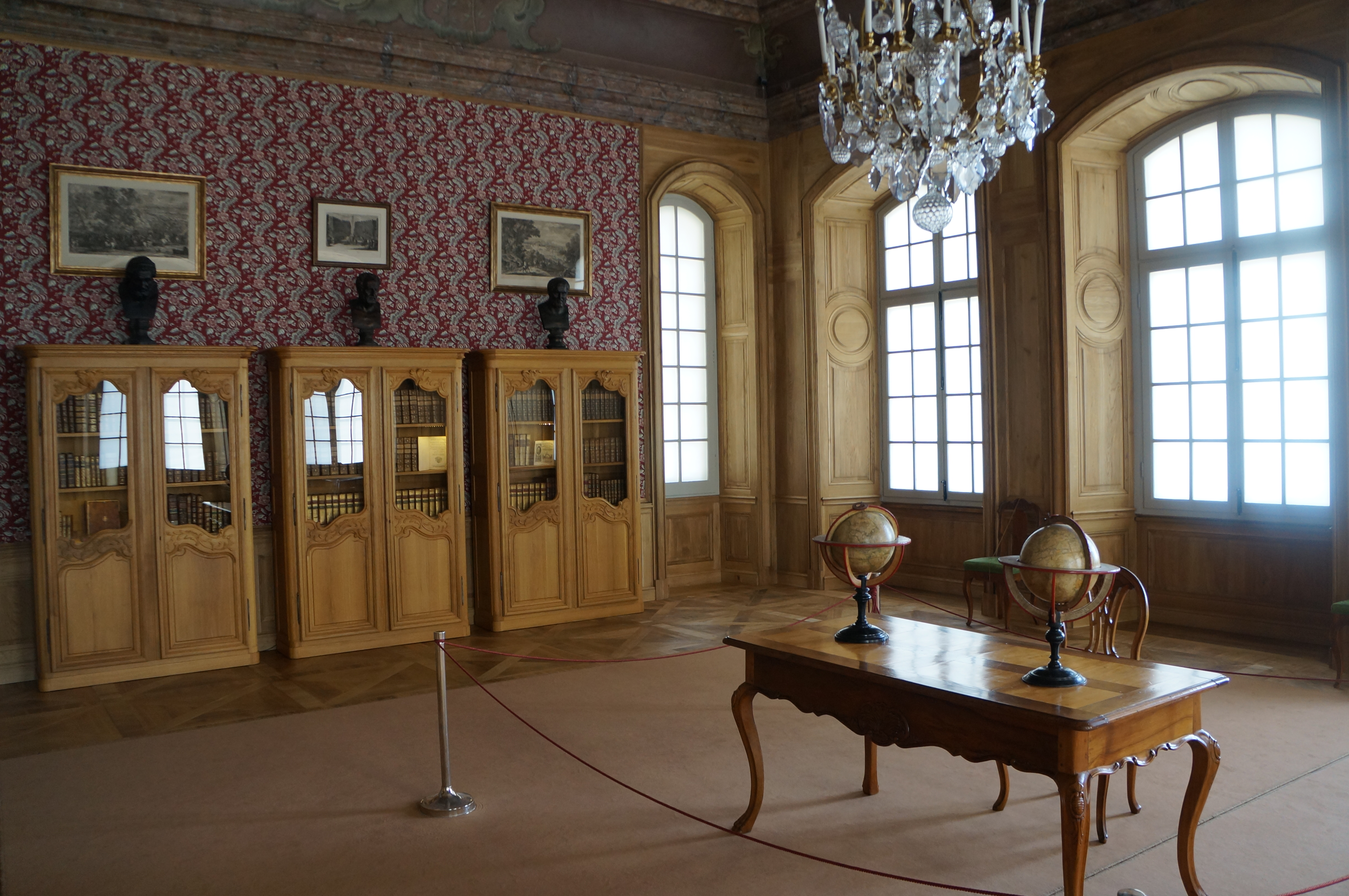
La bibliothèque
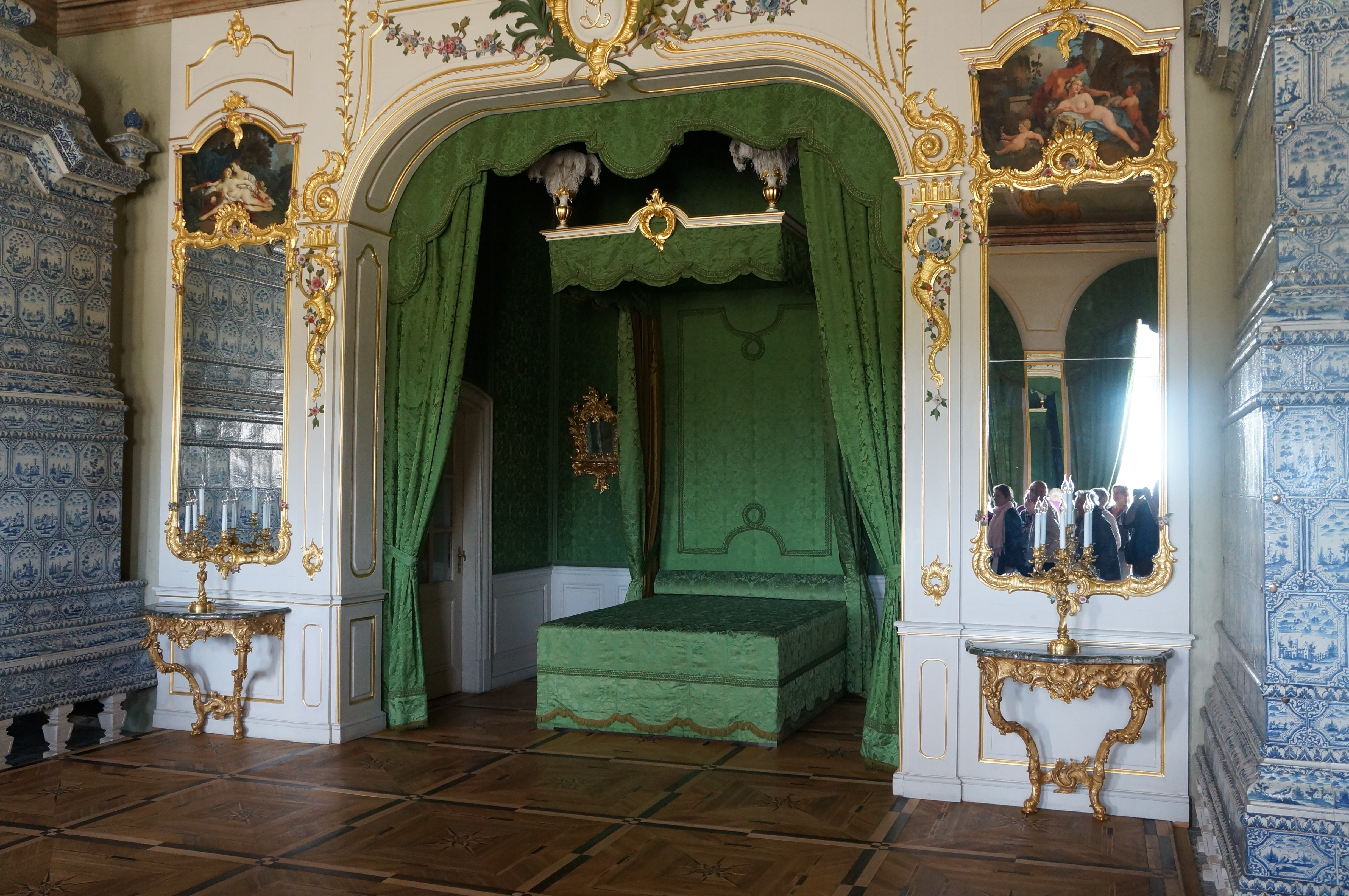
La chambre du Duc de Courlande
La salle bleue

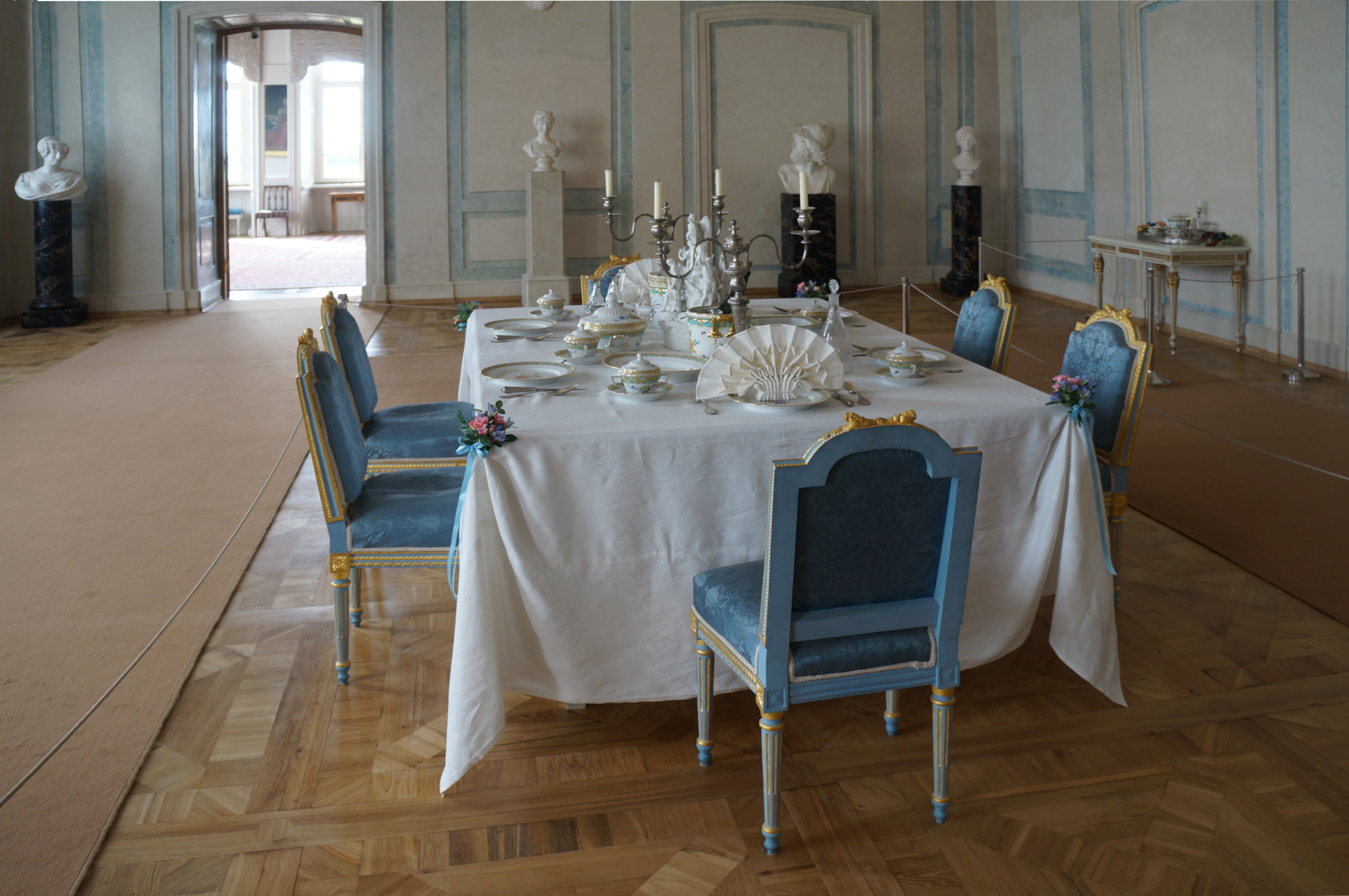
La salle à manger bleue
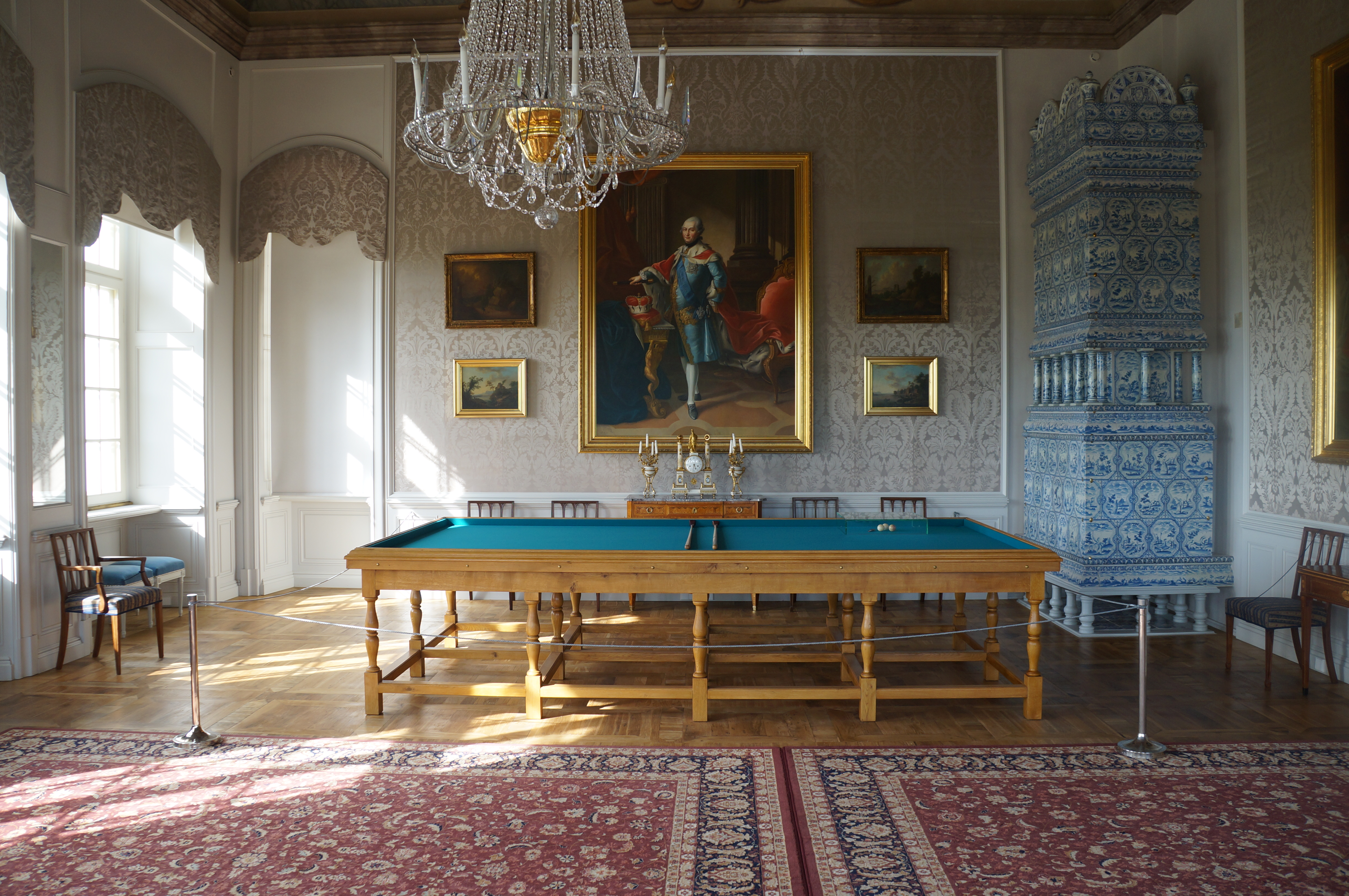
La salle du billard
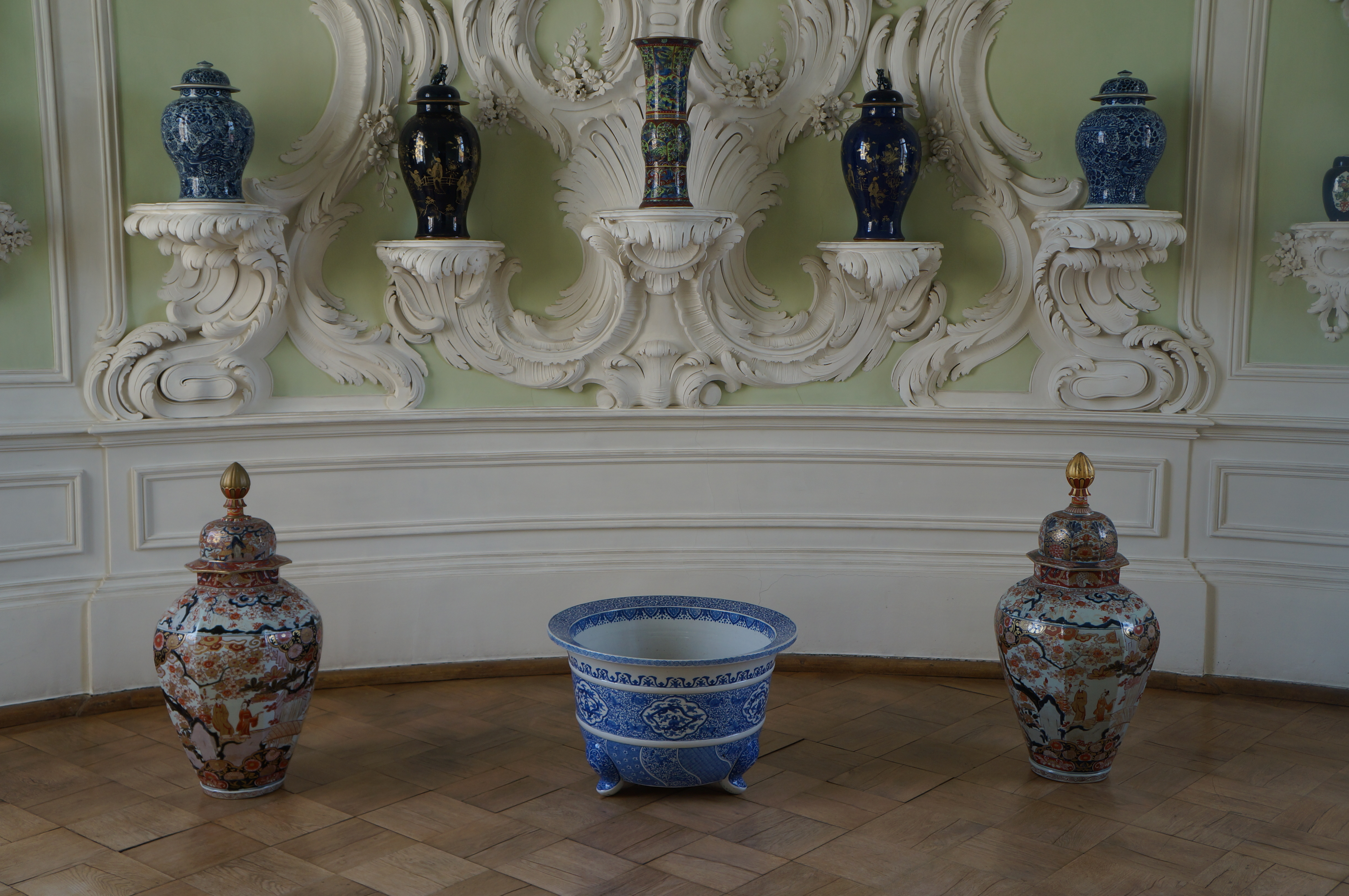
Les faïences
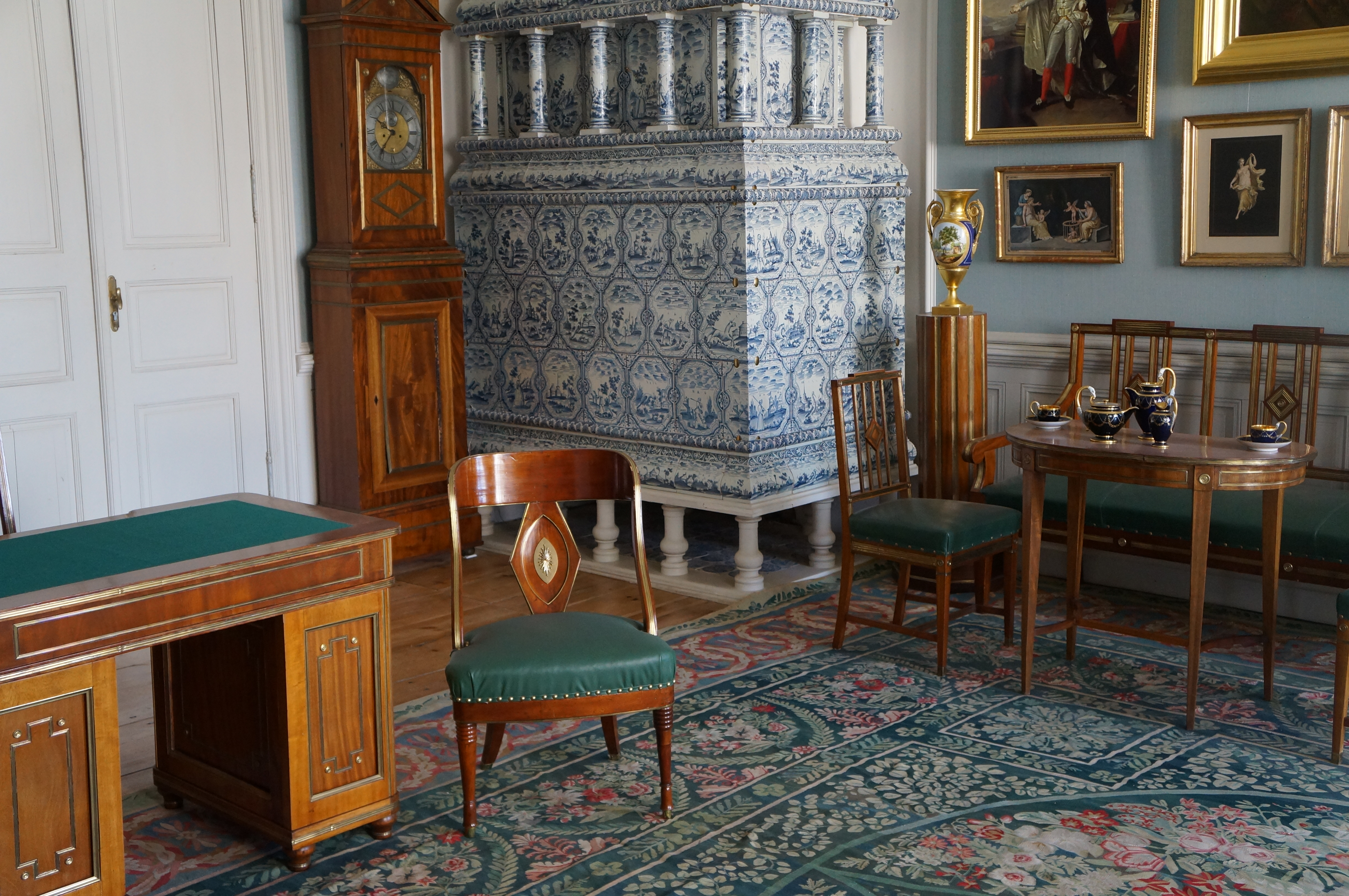
Le bureau
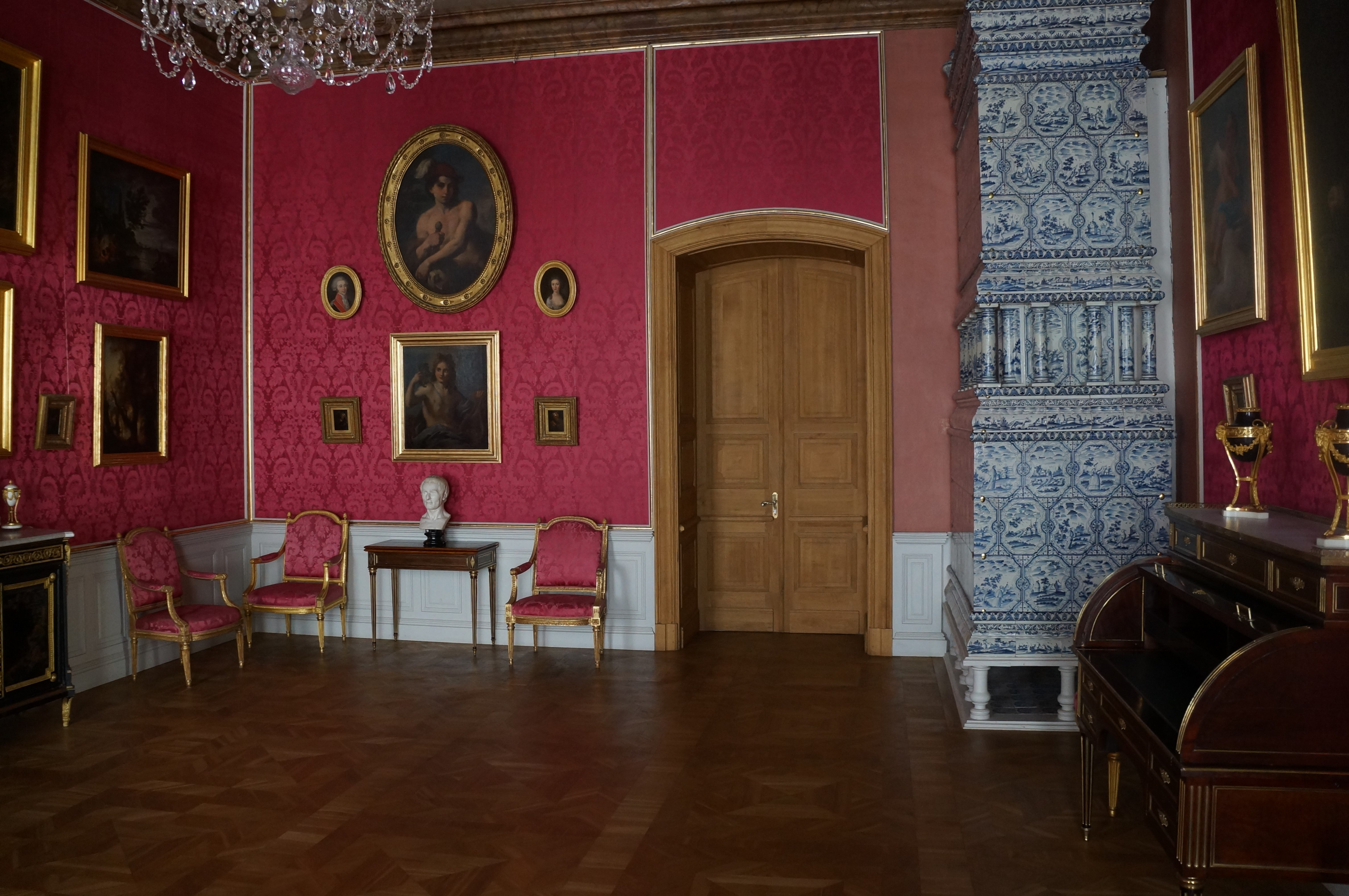
Les cabinets d'audience du Duc

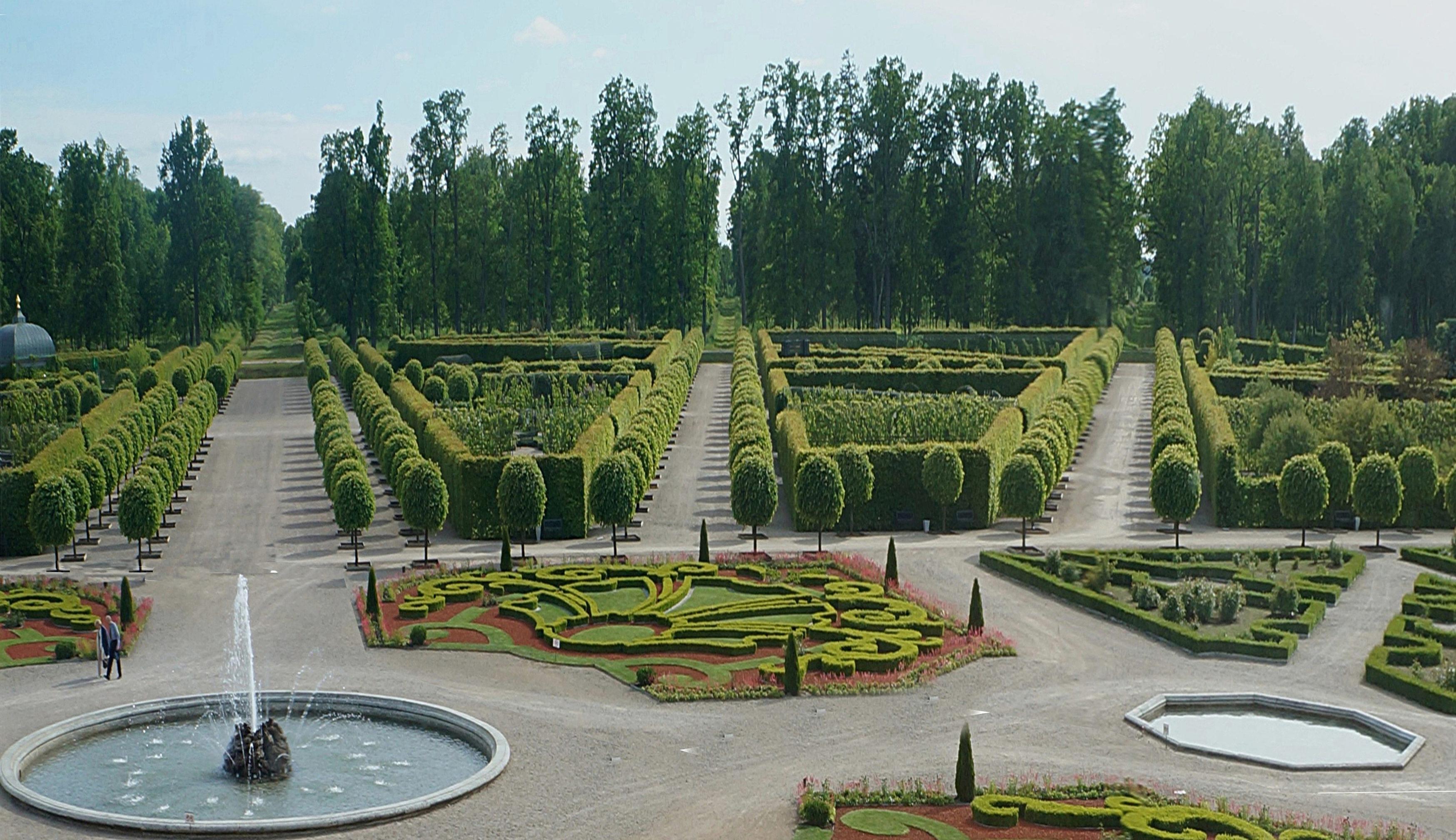
Le jardin à la française
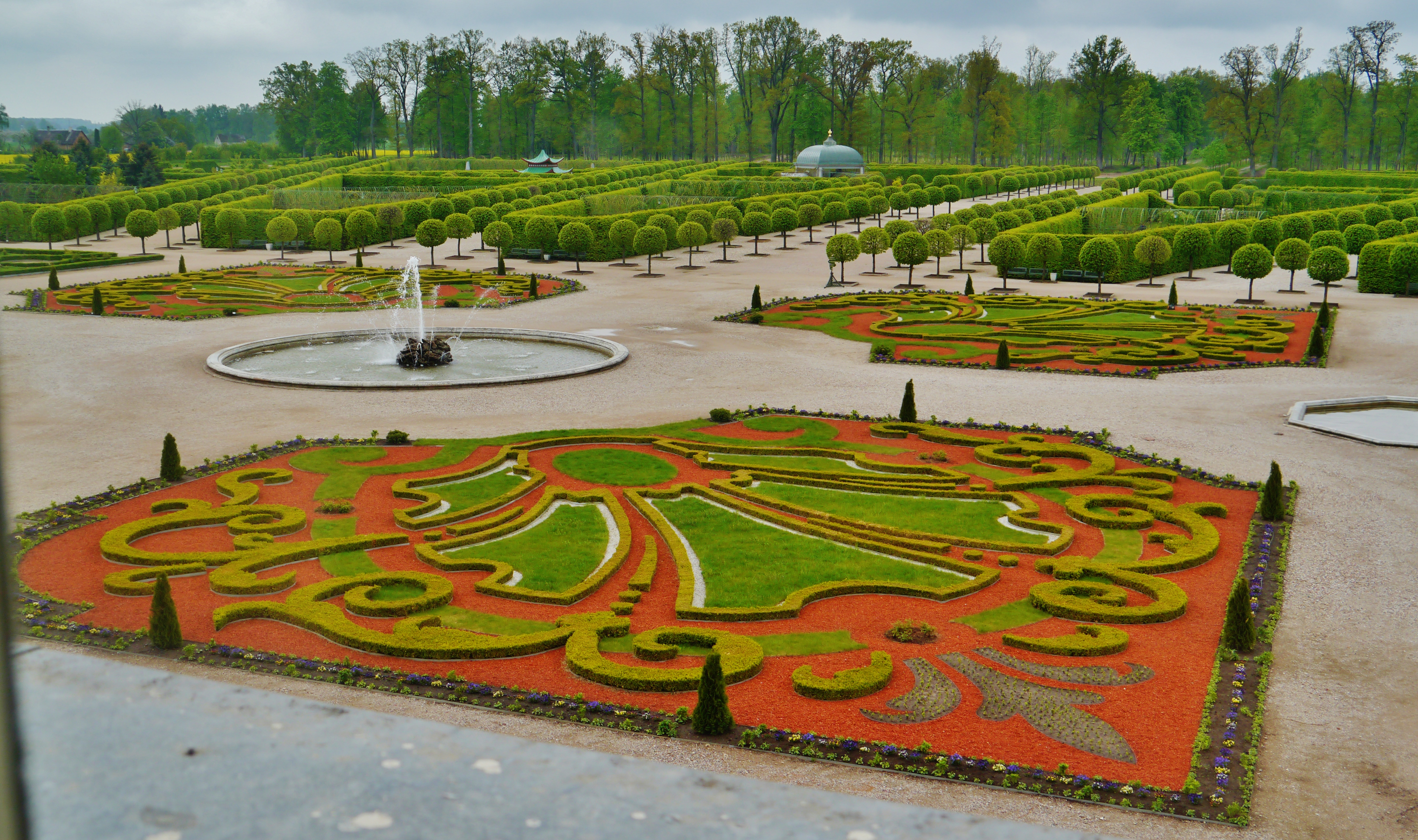
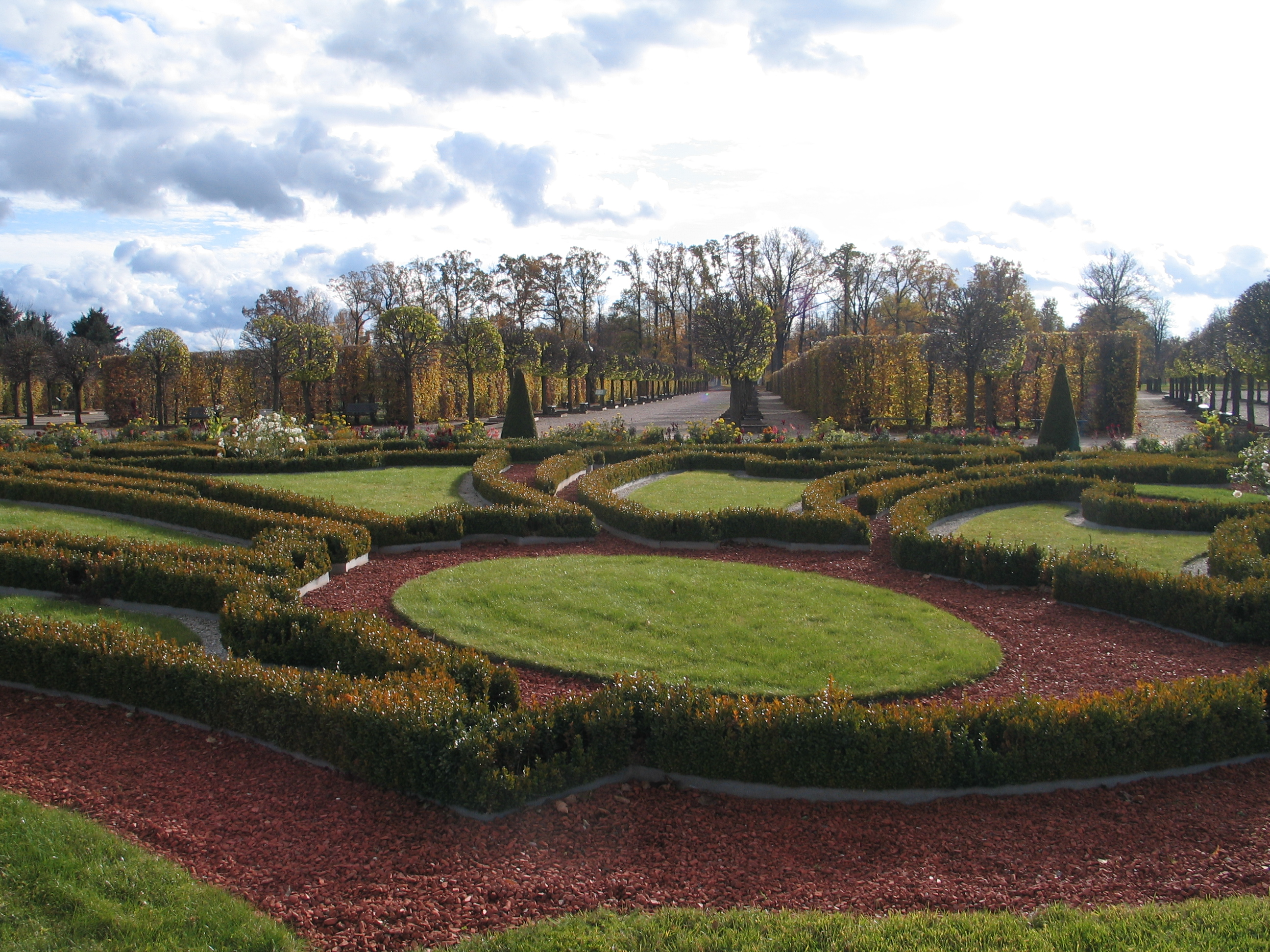
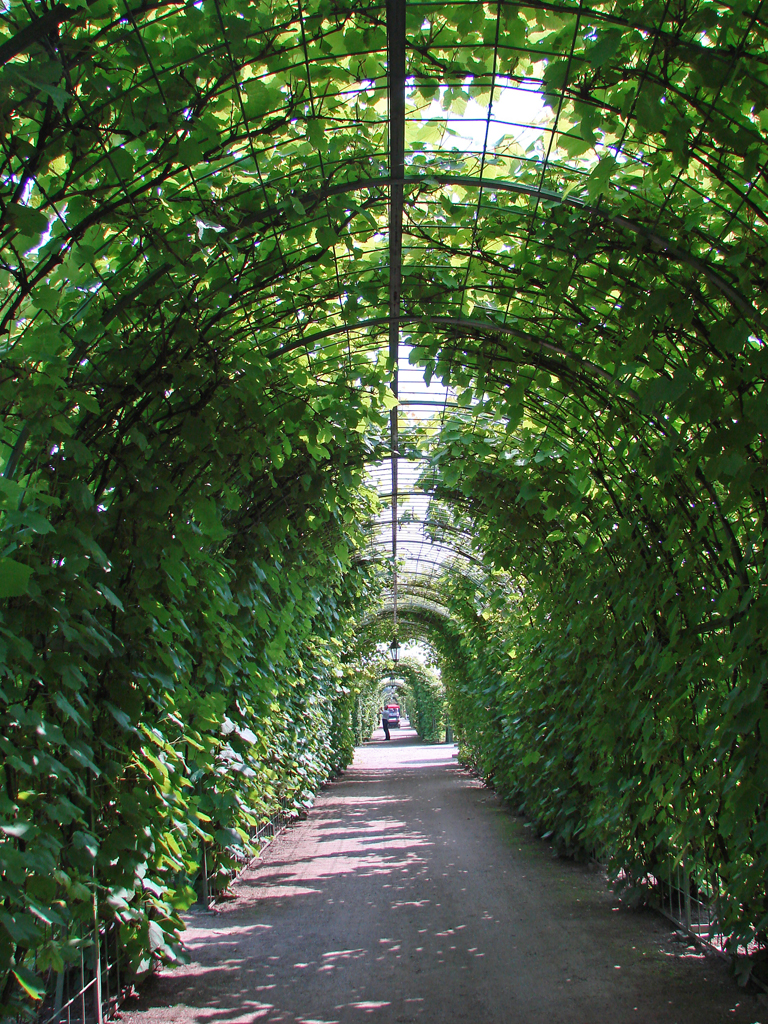
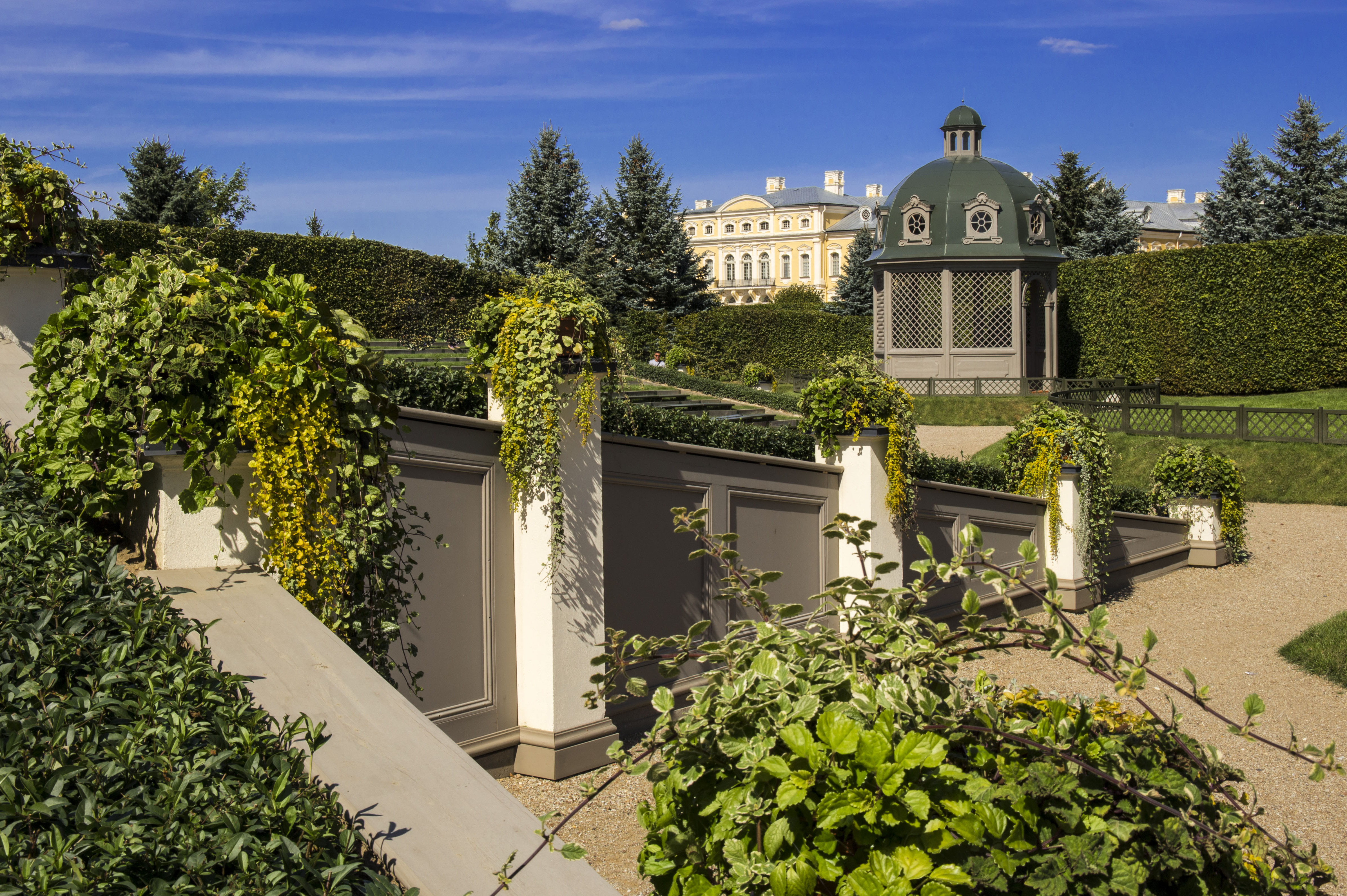